# Stromboli
«Стромболі» (італ. Stromboli) — бронепалубний крейсер типу «Етна» Королівських ВМС Італії кінця XIX століття.

## Історія створення
Крейсер «Етна» був закладений 31 серпня 1884 року на верфі ВМС у місті Венеція. Свою назву отримав від назви острова Стромболі. Спущений на воду 4 лютого 1886 року, вступив у стрій 20 березня 1888 року.

## Історія служби
Після вступу у стрій крейсер «Стромболі» декілька разів брав участь у маневрах флоту біля узбережжя Італії.
У 1899 році він разом із крейсерами «Везувіо» та «Етторе Ф'єрамоска» вирушив на Далекий Схід, де у складі Альянсу восьми держав взяв участь у придушенні Боксерського повстання. Після придушення повстання крейсер залишився в китайських водах до 1901 року. 
У 1902 році крейсер повернувся до Італії та був виведений в резерв. У 1904 році він був виведений з резерву та активно використовувався протягом 7 місяців. Надалі він використовувався із зменшеним екіпажем.
21 березня 1907 року корабель був виключений зі списків флоту і у 1911 році проданий на злам.